# حطام السفينة إدموند فيتزجيرالد (أغنية)
أغنية حطام السفينة إدموند فيتزجيرالد (بالإنجليزية: The Wreck of the Edmund Fitzgerald)‏ هي أغنية ناجحة كتبها المغني وكاتب الأغاني الكندي جوردون لايتفوت، وأداها لإحياء ذكرى غرق ناقلة البضائع إدموند فيتزجيرالد على بحيرة سوبيريور في 10 نوفمبر 1975، إستوحى لايتفوت إلهامه من مقالة المجلة الأسبوعية الأمريكية نيوزويك حول الحدث، «الشهر الأكثر قسوة» التي نشرت في عددها الصادر في 24 نوفمبر 1975.
يُعتبر لايتفوت هذه الأغنية أفضل أعماله. صدرت الأغنية في ألبوم عام 1976 لجوردون لايت فوت «حلم وقت الصيف»، وإحتلت الأغنية منفردة المركز الأول في قوائم أفضل الأغاني في كندا في 20 نوفمبر 1976، بعد عام من الكارثة. صعدت الأغنية إلى المركز الأول في الولايات المتحدة على قوائم الكاش بوكس، والمركز الثاني لأسبوعين على قوائم البيلبورد، مما يجعلها ثاني أكثر أغاني لايتفوت نجاحًا، بعد أغنية «غروب»، بينما لم تحقق في بريطانيا نجاحًا يُذكر.

## كلمات الأغنية
ضاق ذرعًا لايتفوت بصعوبة كتابة الأغنية، وحذف كثيرًا من أحداث الكارثة لإعتبارات فنية في الكتابة. قام ليني وارونكر منتج وصديق لايتفوت بحل هذه المشكلة عندما قال: «فقط أذكر الأحداث كما حدثت».
الأسطورة مستمرة من تشيبيوا حتى The legend lives on from the Chippewa on down                                                  
البحيرة الكبيرة المسماة جيتشي جو "of the big lake they called "Gitche Gumee
يقال إن البحيرة لا تكف عن إستقبال موتاها أبدًا The lake, it is said, never gives up her dead
عندما تصبح سماء نوفمبر قاتمة when the skies of November turn gloomy
مع حمولة من خام الحديد أكثر من ستة وعشرون ألف طن With a load of iron ore twenty-six thousand tons more
من وزن إدموند فيتزجيرالد فارغه than the Edmund Fitzgerald weighed empty
كانت تلك السفينة العظيمة مثل عظام يمكن مضغه that good ship and true was a bone to be chewed
عندما جاءت عواصف نوفمبر في وقت مبكر when the "Gales of November" came early

الصحيفة المحلية بيتوسكاي نيوز رفيو 11 نوفمبر 1975

كانت السفينة مفخرة أمريكية The ship was the pride of the American side
عائدة من بعض المطاحن في ويسكونسن coming back from some mill in Wisconsin
هناك سفن شحن كبيرة، كانت هذه أكبرهم تقريبًا As the big freighters go, it was bigger than most
مع طاقم وقبطان جيد متمرس with a crew and good captain well seasoned
تم إبرام بعض شروط مع شركتين للصلب concluding some terms with a couple of steel firms
عندما غادروا محملين بالكامل لكليفلاند when they left fully loaded for Cleveland
وفي وقت لاحق من تلك الليلة عندما دق جرس السفينة And later that night when the ship's bell rang
هل يمكن أن تكون الرياح الشمالية التي شعروا بها؟ could it be the north wind they'd been feelin
أحدثت الريح في الأسلاك صوت خريرا مثيرًا The wind in the wires made a tattle-tale sound
وإنكسرت موجة فوق الأسوار and a wave broke over the railing
وعرف كل رجل، كما عرف القبطان And ev'ry man knew, as the captain did too
أن ساحرة نوفمبرجاءت لتسلبهم 'twas the witch of November come stealin'
جاء الفجر متأخرًا وكان على الإفطار الإنتظار The dawn came late and the breakfast had to wait
 عندما هبت رياح نوفمبر  when the Gales of November came slashin
عندما جاء وقت الظهر، كان الجو متجمداً When afternoon came it was freezin' rain
في مواجهة إعصار الرياح الغربية  in the face of a hurricane west wind                            
عندما جاء وقت العشاء، جاء الطاهي العجوز على ظهر السفينة قائلاً When suppertime came the old cook came on deck
يا رفاق، من الصعب جدًا إطعامكم "Sayin' "Fellas, it's too rough t'feed ya
قال إنه في السابعة مساءً، إنهارت فتحة رئيسية  At seven P.M. a main hatchway caved in; he said     
يا رفاق، من الجيد أن أخبركم "Fellas, it's bin good t'know ya"
القبطان أبرق أن لديه ماء يتسرب   The captain wired in he had water comin' in           
وأن السفينة الطيبة وطاقمها في خطر and the good ship and crew was in peril
وفي وقت لاحق من تلك الليلة عندما إختفت الأضواء عن الأنظار And later that night when 'is lights went outta sight
جاء حطام السفينة إدموند فيتزجيرالد  came the wreck of the Edmund Fitzgerald              
لا أحد يعرف أين كانت محبة الله  Does any one know where the love of God goes            
عندما حولت الأمواج الدقائق إلى ساعات؟   when the waves turn the minutes to hours?         
يقول الباحثون جميعًا إنهم مشطوا خليج وايتفيش  The searchers all say they'd have made Whitefish Bay                  
إذ أضافوا خمسة عشر ميلاً إضافيًا خلفهم   if they'd put fifteen more miles behind 'er             
ربما تفرقوا أو ربما إنقلبوا They might have split up or they might have capsized
ربما تكون قد تحطمت بالأعماق وأمتلأت بالماء  they may have broke deep and took water                                                                    
وكل ما تبقى هو الوجوه والأسماء   And all that remains is the faces and the names                   
من الزوجات والأبناء والبنات of the wives and the sons and the daughters
بحيرة هورون تمرح، وبحيرة سوبريور تغني  Lake Huron rolls, Superior sings                                       
في غرف قصورها ذات المياه الجليدية   in the rooms of her ice-water mansion                   
ميشيغان العجوز تبخر مثل أحلام شاب Old Michigan steams like a young man's dreams
الجزر والخلجان للرياضيين  the islands and bays are for sportsmen                    
وأبعد من بحيرة أونتاريو   And farther below Lake Ontario                               
تأخذ ما يمكن أن ترسله بحيرة إيري لها takes in what Lake Erie can send her
وتذهب القوارب الحديدية كما يعلم البحارة جميعًا And the iron boats go as the mariners all know
عندما نذكر عواصف نوفمبر  with the Gales of November remembered                                                                                                                                                     
في قاعة قديمة بالية في ديترويت صلوا In a musty old hall in Detroit they prayed 
في كاتدرائية جنود البحرية  "in the "Maritime Sailors' Cathedral
دق جرس الكنيسة تسعة وعشرين مرة  The church bell chimed 'til it rang twenty-nine times
لكل رجل  كان في إدموند فيتزجيرالد  for each man on the Edmund Fitzgerald
الأسطورة مستمرة من تشيبيوا   The legend lives on from the Chippewa on down

## وصلات خارجية
- http://gordonlightfoot.com/
- https://www.youtube.com/watch?v=UKJNBxDCMIs
- https://www.songfacts.com/facts/gordon-lightfoot/wreck-of-the-edmund-fitzgerald